# 吳榮春
吳榮春（1956年—），祖籍福建福州，福州人，以獨立身份參選2012年香港立法會選舉港島區地區直選，名單編號為6號。政治立場是親中華人民共和國，維護勞動工人利益。吳榮春是前民建聯會員，曾協助民建聯的葉國謙、曾鈺成拉票，因不滿民建聯支持取消抗日戰爭紀念日假期而退黨。

## 參選立法會
他政綱主要是保障勞動階層的權益，如：10倍罰款嚴懲拖欠薪水超過一個月的僱主，每天八小時工作制，加班不得超過二小時。實行全民退休保障及成立“失業基金會”。另外，吳榮春支持恢復死刑，提倡為英治時代的建築物及帶有殖民地色彩的街道易名，如將英皇道改為特區道。
在論壇上他多次抨擊現有親建制黨派。他指摘民建聯不夠愛國，質問為何該黨取消抗日戰爭勝利紀念日原有假期。同時批評工聯會妄顧工人利益，沒有實在為工人發聲，只是在玩政治把戲。他亦高呼廢除比例代表制。

## 備註
1. 1 2  《2012年香港立法會選舉香港島候選人簡介》
2. ↑  選舉五壯士，《忽然一周》，2012-09-07
3. ↑  吳榮春政綱倡嚴懲拖糧立死刑 （页面存档备份，存于），《明報》2012-08-16
4. ↑  2012立法會選舉論壇港島區，NOW，2012年8月21日